# 寬帶鰭美洲鱥
寬帶鰭美洲鱥（学名：Pteronotropis euryzonus）是輻鰭魚綱鯉形目雅羅魚科的其中一個種，分布於北美洲美國喬治亞州及阿拉巴馬州查特扈奇河中游流域，體長可達7公分，棲息在沙石底質的小溪，生活習性不明。